# La noche que no acaba
La noche que no acaba és el quart llargmetratge del director espanyol Isaki Lacuesta. Documental rodat a Girona i entrevistes a diversos escenaris.

## Sinopsi
Ava Gardner Va arribar a Espanya en 1950 per a rodar Pandora i l'holandès errant a Tossa de Mar (Girona). Era la primera vegada que l'actriu sortia dels Estats Units i la primera vegada que els habitants d'aquella localitat pesquera de la Costa Brava veien un grup d'estrangers tan nombrós. En les seves memòries Ava Gardner va escriure:"De totes les condemnades pel·lícules que vaig fer, Pandora sigui potser la menys famosa i no obstant això gairebé res m'ha influït tant. Aquesta pel·lícula va canviar la meva vida". Ava va trobar en l'oprimida i vital societat espanyola un reflex de si mateixa i la millor via de fuita a una vida d'estrella a Hollywood que començava a detestar.
"La noche que no acaba" segueix el rastre del pas d'Ava Gardner per Espanya. Una vida eixelebrada, exagerada, embolicada en tablaos, flamenc, toros, alcohol i que ha donat peu a mil i una llegendes.
A través d'entrevistes amb testimonis que la van conèixer, la pel·lícula recorda les seves relacions amb els toreros Mario Cabré i Luis Miguel Dominguín, o els seus conflictes amb el seu veí Juan Domingo Perón. Una vida amb una cara alegre i vital però amb un revers amarg i vulnerable.

## Repartiment
- Charo López 	...	Narradora
- Ariadna Gil	...	Narradora
- Jaime Arias
- Lucia Bosè
- Jack Cardiff
- Ana María Chaler
- Manel Fàbregas
- Pere Gomis
- Silvia Marsó

## Festivals
Fou exhibida a la Secció Zabaltegi del Festival Internacional de Cinema de Sant Sebastià. Fou nominada al millor documental a les Medalles del Cercle d'Escriptors Cinematogràfics de 2011. També fou nominat a la Bisnaga d'Or del Festival de Màlaga. Va guanyar el premi Raíces al Festival de Cinema d'Espanya de Tolosa de Llenguadoc.